# Maximilian Haas
Maximilian Haas (* 7. Dezember 1985 in Freising) ist ein ehemaliger deutscher Fußballspieler.

## Karriere
Aus der Jugend des Sportclub Eintracht Freising e.V. hervorgegangen spielte Haas für diesen von 2003 bis 2007 in der fünftklassigen Landesliga Süd, ehe er zur Regionalliga-Mannschaft des FC Bayern München wechselte. Am 29. Oktober 2008 (12. Spieltag) debütierte er im Auswärtsspiel beim 3:3 gegen den SV Sandhausen in der 3. Liga, als er in der 59. Minute für Mehmet Ekici eingewechselt wurde. Sein erstes Tor erzielte er am 14. Februar 2009 (22. Spieltag) bei der 2:3-Niederlage im Auswärtsspiel gegen Dynamo Dresden.
In der Saison 2010/11 gehörte Haas auch dem Kader der ersten Mannschaft unter Trainer Louis van Gaal an, wurde aber weiterhin ausschließlich in der zweiten Mannschaft eingesetzt. Im Januar 2011 wechselte Haas zum Zweitligisten FC Middlesbrough, für den er am 26. Februar 2011 (34. Spieltag) – in der 82. Minute für Andrew Davies eingewechselt – bei der 0:3-Niederlage im Heimspiel gegen Queens Park Rangers debütierte. Nach lediglich zwei Spieleinsätzen im Saisonverlauf trennte sich der Klub von ihm am Saisonende.
Im Januar 2012 absolvierte der vereinslose Haas ein Probetraining beim Drittligisten Karlsruher SC. Ende Dezember 2011 hatte er auch beim  portugiesischen Erstligisten União Leiria ein Probetraining absolviert. Jedoch hatte man sich noch nicht auf ein Vertrag einigen können. Im Januar 2012 hielt sich Haas bei seinem ehemaligen Verein SE Freising fit. Ende Januar 2012 bekam er ein verbessertes Angebot von União Leiria und unterschrieb einen bis zum 30. Juni 2014 gültigen Vertrag. Am 12. Februar 2012 (18. Spieltag) debütierte Haas in der Primeira Liga, bei der 0:4-Niederlage im Auswärtsspiel gegen den FC Porto über 90 Minuten. Aufgrund starker Leistungen konnte er sich einen Stammplatz erkämpfen. Seinen Vertrag in Leiria löste er allerdings wie viele seiner Mitspieler aufgrund von ausbleibenden Zahlungen der Gehälter Anfang Mai 2012 auf.
Zur Saison 2012/13 unterschrieb Haas einen Dreijahresvertrag beim portugiesischen Spitzenverein SC Braga, für den er am 6. Januar 2013 (13. Spieltag) beim 1:0-Sieg im Heimspiel gegen den Aufsteiger Moreirense FC 90 Minuten lang debütierte. Mit dem Verein gewann er am 13. April 2013 das Endspiel um den Taça da Liga, dem portugiesischen Ligapokal, mit 1:0 gegen den FC Porto; für ihn persönlich sein sportlich größter Erfolg.
Nach elf Monaten ohne Verein schloss er sich zur Saison 2014/15 dem portugiesischen Erstligisten Gil Vicente FC an, dem er allerdings nur bis zum 22. Juli 2014 angehörte.

## Sonstiges
Haas ist ein Allrounder, der unter anderem als Innenverteidiger, im zentralen Mittelfeld (offensiv so wie defensiv) oder als hängende Spitze eingesetzt wird. Nachdem er zuvor nur Ergänzungsspieler und meist im Mittelfeld tätig war, erspielte sich Haas im Laufe der Saison 2009/10 einen Stammplatz in der Innenverteidigung.

## Erfolge
- Portugiesischer Ligapokal-Sieger 2013